# Antonio Felice Uricchio
Antonio Felice Uricchio (Bitonto, 10 luglio 1961) è un giurista italiano. 
È stato rettore dell'Università degli Studi di Bari Aldo Moro dal 1º novembre 2013 al 18 giugno 2019. È presidente dell'Agenzia nazionale di valutazione del sistema universitario e della ricerca dal 7 gennaio 2020.

## Biografia
Laureatosi presso L'Università degli Studi di Bari nel 1984, diventa Professore ordinario di diritto tributario nella stessa Università nel 2005. È stato nominato professore onorario presso l’Università di Conception dell’Uruguay e la Matanza (Argentina). Quest'ultima Università gli ha conferito, nel 2016, la laurea honoris causa. È il presidente del Comitato Scientifico della Società Italiana di medicina Ambientale (SIMA) dall'11 Aprile 2020.  La produzione scientifica consta di oltre duecento articoli su riviste settoriali, sette monografie e 20 curatele sui temi del diritto tributario, delle politiche ambientali e dell'innovazione tecnologica, della finanza pubblica.